# Peter Pieters
Peter Pieters (ur. 2 lutego 1962 w Zwanenburg) – holenderki kolarz torowy i szosowy, brązowy medalista torowych mistrzostw świata.

## Kariera
Największym sukcesem w karierze Petera Pietersa było zdobycie brązowego medalu w wyścigu punktowym podczas mistrzostw świata w Stuttgarcie w 1991 roku. W wyścigu tym wyprzedzili go tylko Wiaczesław Jekimow z ZSRR i Francis Moreau z Francji. Holender wygrywał także wyścigi szosowe, między innymi francuski Paryż-Tours w 1988 roku. Wielokrotnie zdobywał medale mistrzostw Holandii, zarówno w kolarstwie torowym jak i szosowym, ale nigdy nie brał udziału w igrzyskach olimpijskich.
Jego brat Sjaak Pieters również był kolarzem.